# Anthony Zerbe
Anthony Jared Zerbe, född 20 maj 1936 i Long Beach, Kalifornien, är en amerikansk skådespelare.

## Utmärkelser
Zerbe vann en Emmy för bästa manliga biroll i en dramaserie 1976 för Harry O.

## Roller i urval
- 1967 – Rebell i bojor
- 1968 – Will Penny
- 1970 – Helvetets förgård
- 1970 – Man kallar mig MR. Tibbs!
- 1970 – Natten de tystade L.B. Jones
- 1971 – Den siste mannen
- 1972 – Häng dom snabbt
- 1973 – Den skrattande polisen
- 1973 – Papillon
- 1975–1976 – Harry O (TV-serie)
- 1975 – Huka dig Rooster, nu laddar hon om
- 1975 – Kör hårt, Marlowe
- 1977 – Familjen Macahan (TV-serie)
- 1977 – Vändpunkten
- 1978–1979 – Kampen om Colorado (TV-serie)
- 1978 – Kiss Meets the Phantom of the Park (TV-film)
- 1980 – Mannen med ishackan
- 1982 – Lilla huset på prärien (TV-serie)
- 1983 – Dead Zone
- 1986 – Nord och Syd (TV-serie)
- 1989 – Columbo (TV-serie)
- 1989 – Hör upp, blindstyre!
- 1989 – Listen to Me
- 1989 – Tid för hämnd
- 1999 – Star Trek: Insurrection
- 1999 – Ögonblicket före tystnaden
- 2003 – The Matrix Reloaded
- 2003 – The Matrix Revolutions
- 2004 – Vem dömer Amy? (TV-serie)
- 2013 – American Hustle